# Háborgó szívek
A Háborgó szívek (eredeti cím: Corazón guerrero) 2022-es mexikói telenovella, amelyet Katia Rodríguez Estrada alkotott. A főbb szerepekben Alejandra Espinoza, Gonzalo García Vivanco, Altaír Jarabo, Oka Giner, Christian de la Campa és Rodrigo Guirao látható.
Mexikóban 2022. március 28-a és szeptember 9-e között mutatta be a Las Estrellas. Magyarországon 2023. március 6-a és augusztus 25-e között mutatta be a TV2.

## Ismertető
A három testvér Jesús, Damián és Samuel, apjuk halála után elválasztanak egymástól, és különböző családokhoz adják örökbe. Évekkel később Jesúsnak sikerül újraegyesülnie testvéreivel, és apjuk sírja előtt megfogadják, hogy megbüntetik Augusto Ruíz Montalvót, amiért tönkretette a családjukat. Céljuk elérése érdekében a Guerrero testvérek elnyerik Augusto bizalmát, mígnem beszivárognak a családjába. Elhatározzák, hogy bosszújuk dühét Augusto lányaira szabadítják. Jesús elszántan teljesíti az apja sírja előtt tett esküjét, és megpróbálja elhallgattatni Mariluz iránti érzéseit.

## Szereplők
| Színész                | Szereplő                             | Magyar hang        |
| ---------------------- | ------------------------------------ | ------------------ |
| Alejandra Espinoza     | Mariluz García                       | Gáspár Kata        |
| Gonzalo García Vivanco | Jesús Sánchez Guerrero               | Gacsal Ádám        |
| Altaír Jarabo          | Carlota Ruiz-Montalvo                | Lamboni Anna       |
| Oka Giner              | Doménica Ruiz-Montalvo Peñalver      | Molnár Ilona       |
| Christian de la Campa  | Samuel Sánchez Guerrero              | Hajdu Tibor        |
| Rodrigo Guirao         | Damián Sánchez Guerrero              | Csiby Gergely      |
| Diego Olivera          | Augusto Ruíz-Montalvo                | Sótonyi Gábor      |
| Sabine Moussier        | Victoriana Peñalver de Ruiz-Montalvo | Spilák Klára       |
| René Casados           | Heriberto Villalba                   | Jakab Csaba        |
| Joshua Gutiérrez       | Federico Duarte Ruiz-Montalvo        | Czető Roland       |
| Manuel Ojeda           | Abel Crucero                         | Forgács Gábor      |
| Aleida Núñez           | Selena Recuero                       | Sági Tímea         |
| Ana Martín             | Concepción "Conchita" García         | Kocsis Judit       |
| Natalia Esperón        | Guadalupe García                     | Kelemen Kata       |
| Karena Flores          | Emma Ruiz-Montalvo Peñalver          | Csifó Dorina       |
| Sian Chiong            | Adrián Guerrero                      | Czető Ádám         |
| Gabriela Spanic        | Elisa Corso vda. de Sánchez          | Orosz Anna         |
| Juan Colucho           | Patricio Salgado                     | Molnár Kristóf     |
| Eduardo Yáñez          | Octavio Sánchez                      | Tokaji Csaba       |
| Pablo Valentín         | Valero                               | Czvetkó Sándor     |
| Rafael del Villar      | Gabino Beltrán                       | Fehér Péter        |
| Yekaterina Kiev        | Micaela                              | Kokas Piroska      |
| Sergio Acosta          | Bautista                             | Koncz István       |
| Luis Lauro             | Iker                                 | Moser Károly       |
| Emilio Galván          | Saúl                                 | Vincze Attila      |
| Cristian Gamero        | Isaías Cabrera                       | Pál Tamás          |
| Pamela Cervantes       | Fabiola                              | Magyar Viktória    |
| Patricia Maqueo        | Belén                                | Hermann Lilla      |
| Patricio de Rodas      | Rodrigo                              | Ungvári Gergely    |
| Raúl Ortero            | Sergio                               | Gáll Dávid         |
| Samantha Vázquez       | Lola                                 | Pekár Adrienn      |
| Diego Aranciviá        | Gustavo                              | Ács Balázs         |
| Fernanda Rivas         | Renata                               | Ruszkai Szonja     |
| Michelle Polanco       | Laura                                | Bogdányi Titanilla |
| Carlos Larrañaga       | Anselmo                              | Péter Richárd      |
| Patricia Martínez      | Chana                                | Szitás Barbara     |
| Tania Vázquez          | Briana                               | Dobó Enikő         |
| Susana Diazayas        | Lorena Pullada                       | Ágoston Katalin    |

## Évados áttekintés
| Évad | Évad | Epizód | Mexikói sugárzás  | Mexikói sugárzás    | Mexikói adó | Magyar sugárzás  | Magyar sugárzás     | Magyar adó |
| Évad | Évad | Epizód | Évadpremier       | Évadfinálé          | Mexikói adó | Évadpremier      | Évadfinálé          | Magyar adó |
| ---- | ---- | ------ | ----------------- | ------------------- | ----------- | ---------------- | ------------------- | ---------- |
|      | 1    | 120    | 2022. március 28. | 2022. szeptember 9. |             | 2023. március 6. | 2023. augusztus 25. | TV2        |

## A sorozat készítése
A telenovellát 2021 októberében jelentették be a Televisa 2022-es tervében. 2021. november 25-én Alejandra Espinozát és Gonzalo García Vivancót jelentették be a főszerepekben. 2022. január 17-én kezdődött a forgatás.